# Cissexisme
Pour un article plus général, voir Transphobie.
Le cissexisme ou cisgenrisme est un système d'oppression qui considère que toutes les personnes sont de leur genre assigné ou de considérer que les personnes trans sont inférieures aux personnes cis.

## Cissexisme
Le cissexisme est une forme d'oppression qui cible l'identité de genre et qui établit comme préférable la correspondance entre le genre et le sexe déterminé à la naissance,. 
Pour Julia Serano, le cissexisme désigne le refus d’accepter l’identité des personnes trans comme étant aussi légitime que celles des personnes cisgenres. Elle distingue « la transphobie (qui cible les personnes dont l’expression de genre et l’apparence diffèrent de la norme) et le privilège cisgenre (qui cible les personnes dont le sexe assigné et le sexe d’identification diffèrent) ». 
Le sociologue Emmanuel Beaubatie propose également d’utiliser le terme « cissexisme » pour qualifier les discriminations transphobes. Pour lui, ce terme permet, d'un point de vue sociologique, « de montrer qu'il n'y a pas une peur irrationnelle et individuelle des personnes trans, mais des violences liées au genre, qui structurent la société dans son ensemble ».

## Cisgenrisme et cisnormativité
Certaines recherches, inspirées des critiques qui ont été faites à la notion d'homophobie et son remplacement par d'autres notions, comme celle d'hétéronormativité ou d'hétérosexisme, ont critiqué la notion de transphobie pour son caractère individualiste et pathologisant, ancré dans la phobie individuelle plutôt que la dimension structurelle de l'oppression des personnes trans. Des termes comme cisnormativité et cisgenrisme servent ainsi à remplacer la notion de transphobie. Alexandre Baril écrit : « Le cisgenrisme est un système d’oppression qui touche les personnes trans, parfois nommé transphobie. Il se manifeste sur le plan juridique, politique, économique, social, médical et normatif. Dans ce dernier cas, il s’agit de cisgenrenormativité. Je préfère la notion de cisgenrisme à celle de transphobie, car elle s’éloigne des origines pathologiques et individuelles de la « phobie » ».